# Max Hofsommer
Max Richard Hofsommer (* 2. März 1912 in Zwötzen, heute ein Ortsteil von Gera; † 2. Oktober 1979 in Zwickau) war in den 1940er und 1950er Jahren Fußballtorwart in Zwickau. Mit dem Zwickauer Vorortverein Planitzer SC wurde er 1942 Sächsischer Gaumeister, mit Horch Zwickau 1950 erster DDR-Fußballmeister.

## Karriere
In der Saison 1935/36 war Hofsommer erstmals Torwart in der Gauligamannschaft des Planitzer SC, nachdem er zuvor bei Wacker Gera das Tor gehütet hatte. 1942 stand er in der Planitzer Mannschaft, die überraschend vor dem Dresdner SC die Meisterschaft in der Gauliga Sachsen gewann. Damit waren die Planitzer für die Endrunde um die deutsche Meisterschaft 1942 qualifiziert, Hofsommer bestritt alle drei Endrundenspiele, die seine Mannschaft bis in das Viertelfinale brachten (2:3 gegen Vienna Wien). Anschließend wurde Hofsommer zum Kriegsdienst eingezogen.
Nachdem der Planitzer SC nach dem Zweiten Weltkrieg aufgelöst worden war, schloss sich Hofsommer 1949 der ZSG Horch Zwickau an. Beim Trägerbetrieb der ZSG, dem Autowerk Horch, arbeitete er als Kraftfahrer. Die ZSG gehörte zu den Gründungsmitgliedern der Oberliga des Deutschen Sportausschusses, der höchsten ostdeutschen Fußballklasse. In deren erster Saison bestritt der bereits 37-jährige Hofsommer 19 der 26 ausgetragenen Punktspiele und stellte zwischen Dezember 1949 und Februar 1950 mit 486 Minuten ohne Gegentor einen nie überbotenen Oberliga-Rekord auf. Die Zwickauer beendeten die Saison als erster DDR-Fußballmeister.
Anschließend beendete Hofsommer seine Laufbahn als Torhüter und wurde als Trainer tätig. Vom Januar 1950 bis zum Sommer 1952 trainierte er den Zweitligisten Motor Nordhausen West. In der Spielzeit 1953/54 war er Trainer des zweitklassigen Motor Jena.